# Cyclopsetta panamensis
Cyclopsetta panamensis är en fiskart som först beskrevs av Steindachner, 1876.  Cyclopsetta panamensis ingår i släktet Cyclopsetta och familjen Paralichthyidae. IUCN kategoriserar arten globalt som livskraftig. Inga underarter finns listade i Catalogue of Life.